# 冯佩之
冯佩之（1918年5月—2015年1月10日），原名刘金亭，男，直隶（今河北）武强人，中华人民共和国政治人物。

## 生平
早年参加抗日战争，担任冀中区公安局党支部书记、晋察冀边区第九地委社会部部长，第二次国共内战期间，担任宣化市公安局局长、门头沟军管会第一副主任。中华人民共和国成立后，担任北京市委建筑党委书记、北京市规划委员会副主任，北京市昌平工委第一书记。1962年，担任北京第二医学院党委书记，之后改任北京师范学院党委书记兼院长，第八机械工业部副部长，北京工业大学党委书记，中国医学科学院兼中国首都医科大学党委书记。2015年去世。